# Lilia González González
Lilia González González (1891-1973) fue una educadora y activista costarricense. 

## Trayectoria
Se graduó en la Escuela de Formación de Profesores en 1907, y comenzó a enseñar en la Escuela de Párvulos dirigida por Anatolia Zamora Solórzano de Obregón. También enseñó en la Escuela Superior de Niñas Nº 4 y en la Escuela Graduada, dichas escuelas estaban bajo la dirección de Esther Silva. A principios de 1912, trabajó con Carmen Lyra en una revista para niños llamado "San Selerín" que se publicó durante varios años. Dentro del movimiento en contra de las políticas laborales del presidente Federico Tinoco Granados, fue una persona activa en la huelga de maestros y maestras, dicha manifestación culminó en 1919 con el incendio de la oficina del periódico gubernamental, La Información. Esta huelga, fue dirigida por Ángela Acuña Braun e incluyó a maestros como Ana Rosa Chacón, Matilde Carranza, Carmen Lyra, Victoria y Vitalia Madrigal, Esther de Mézerville, María Ortiz, Teodora Ortiz, Ester Silva y Andrea Venegas.
Después del derrocamiento de Tinoco, el nuevo presidente Julio Acosta García, comenzó a realizar una serie de concesiones a los maestros y nombró a un nuevo Secretario de Educación encargado de realizar cambios. Uno de estos cambios fue que González, Lyra y otros dos profesores fueran enviados a Europa para estudiar los métodos de estudio europeos. Cuando regresaron, en 1926, se abrió la primera escuela Montessori. González ayudó a implementar por primera vez en el país de un modo uniforme las nuevas políticas educativas,  usando bases científicas.  Se convirtió en directora de la Escuela Julia Lang y fue miembro en la Escuela del Inspectores de la provincia de San José. En 1928, comenzó a enseñar en Escuela Práctica de Profesores la Normalización de la Enseñanza. Más tarde ayudó a Esther Silva a fundar escuelas y comedores para los trabajadores. En 1945 impartió clases en la Universidad de Costa Rica y más tarde fue nombrada profesora honoraria. En 1959, fue promovida a Decana en la Facultad de Educación y se retiró en 1960.